# Хорхе Арсе
Хорхе Армандо Арсе Армента (ісп. Jorge Armando Arce Armenta; 27 липня 1979) — мексиканський професійний боксер, другий після Еріка Моралеса мексиканський чемпіон світу в чотирьох вагових категоріях: чемпіон світу за версіями WBO (1998—1999) і WBC (2002—2005) в першій найлегшій вазі, WBO (2010) в другій найлегшій вазі, WBO (2011—2012) в легшій вазі, WBO (2011) в другій легшій вазі. Крім того, «тимчасовий» чемпіон WBC (2005—2006) в найлегшій вазі і WBA (2008—2009) в другій найлегшій вазі.

## Професіональна кар'єра

### Перша найлегша вага
У січні 1996 року у віці 16 років дебютував на професійному рингу, вигравши свої перші чотири бої. Потім влітку 1996 року програв Омару Ромеро та звів внічию бій з Габріелем Муньосом, після чого виграв 10 поєдинків поспіль і пару регіональних поясів, перш ніж програти за очками майбутньому чемпіону IBF у першій найлегшій вазі Хосе Віктор Бургосу 12 грудня 1997 року.
5 грудня 1998 року завоював титул чемпіона WBO у першій найлегшій вазі, здобувши перемогу над Хуаном Домінго Кордобою (Аргентина) одностайним рішенням. Арсе став чемпіоном світу в 19 років.
У першому захисті здобув перемогу над Сальваторе Фанні (Італія). 31 липня 1999 року програв технічним нокаутом в одинадцятому раунді Майклу Карбахалу (США).
Здобувши сім перемог поспіль, 20 жовтня 2001 року в бою проти Хуаніто Рубільяра (Філіппіни) завоював титул «тимчасового» чемпіона WBC у першій найлегшій вазі. 6 липня 2002 року завоював титул чемпіона WBC, перемігши технічним нокаутом у шостому раунді Чой Йо Сам (Південна Корея).
Впродовж 2002—2004 років провів вісім переможних боїв, сім з яких були захистами титулу. В цих боях двічі переміг ексчемпіона світу Мельчора Коб Кастро (Мексика). На початку 2005 року звільнив титул у зв'язку з переходом до вищої категорії.

### Найлегша вага
19 березня 2005 року переміг технічним нокаутом Хусейна Хусейна (Австралія). 30 липня 2005 року в бою з Анхелем Антоніо Пріоло (Колумбія) завоював вакантний титул «тимчасового» чемпіона WBC в найлегшій вазі. В наступних боях достроково переміг Хусейна Хусейна, Адоніса Ріваса (Нікарагуа) двічі і Розендо Альвареса (Нікарагуа).

### Друга найлегша вага
23 вересня 2006 року вийшов на бій проти ексчемпіона світу Масібулеле Макепула (ПАР) і переміг технічним нокаутом в четвертому раунді.
14 квітня 2007 року вийшов на бій проти чемпіона WBC у другій найлегшій вазі Крістіана Міхареса (Мексика) і програв одностайним рішенням. 16 вересня 2007 року в бою проти Томаса Рохаса (Мексика) завоював вакантний титул WBC Latino в легшій вазі.
Здобувши дві перемоги, 15 вересня 2008 року в бою проти панамця Рафаеля Консепсьйона завоював титул «тимчасового» чемпіона WBA в другій найлегшій вазі.
7 лютого 2009 року вийшов на бій проти об'єднаного чемпіона WBA, WBC і IBF Віка Дарчиняна (Вірменія) і програв технічним нокаутом в одинадцятому раунді.
Завоювавши в наступному поєдинку вакантний титул IBF International в другій найлегшій вазі, 15 вересня 2009 року вийшов на бій за вакантний титул IBF в другій найлегшій вазі і програв Сімпіве Нонгкаї (ПАР) одностайним рішенням.
В наступному поєдинку проти Ангкі Ангкотта (Індонезія) 30 січня 2010 року завоював вакантний титул WBO в другій найлегшій вазі, який звільнив через два місяці у зв'язку з переходом до легшої ваги.

### Легша і друга легша вага
Перейшовши до легшої ваги, Арсе здобув перемогу нокаутом над Мартіном Кастільйо (Мексика) і звів внічию бій з Лоренсо Парра (Венесуела).
7 травня 2011 року нокаутував в дванадцятому раунді Вілфреда Васкеса (Пуерто-Рико) і завоював титул WBO у другій легшій вазі. Провів один вдалий захист, нокаутувавши Сімпіве Нонгкаї в четвертому раунді, і відмовився від титулу.
26 листопада 2011 року в бою проти Ангкі Ангкотта завоював вакантний титул WBO в легшій вазі. 2012 року вирішив звільнити титул чемпіона в легшій вазі, продовживши виступи в другій легшій вазі.
15 грудня 2012 року вийшов на бій проти чемпіона WBO у другій легшій вазі Ноніто Донера (Філіппіни) і програв нокаутом в третьому раунді.
4 жовтня 2014 року вийшов на бій проти чемпіона WBC в напівлегкій вазі Джонні Гонсалес Вера (Мексика) і програв технічним нокаутом в одинадцятому раунді, після чого завершив виступи.